# Collandres-Quincarnon
Collandres-Quincarnon ist eine französische Gemeinde mit 254 Einwohnern (Stand: 1. Januar 2022) im Département Eure in der Region Normandie. Sie gehört zum Arrondissement Évreux und zum Kanton Conches-en-Ouche sowie zum Gemeindeverband Pays de Conches.
Die Einwohner werden Collandrais genannt.

## Geographie
Collandres-Quincarnon liegt etwa 21 Kilometer westsüdwestlich von Évreux.

### Nachbargemeinden
Umgeben ist Collandres-Quincarnon von den Nachbargemeinden Romilly-la-Puthenaye im Norden und Nordwesten, Berville-la-Campagne im Norden und Nordosten, Tilleul-Dame-Agnès im Osten, Louversey im Osten und Südosten, Sainte-Marthe im Süden sowie Sébécourt im Westen und Südwesten.

## Bevölkerungsentwicklung
| Jahr      | 1962 | 1968 | 1975 | 1982 | 1990 | 1999 | 2006 | 2013 |
| Einwohner | 191  | 171  | 175  | 155  | 165  | 192  | 197  | 212  |

Quelle: INSEE

## Sehenswürdigkeiten
- Kirche Notre-Dame in Collandres
- Kirche Saint-Jacques in Quincarnon

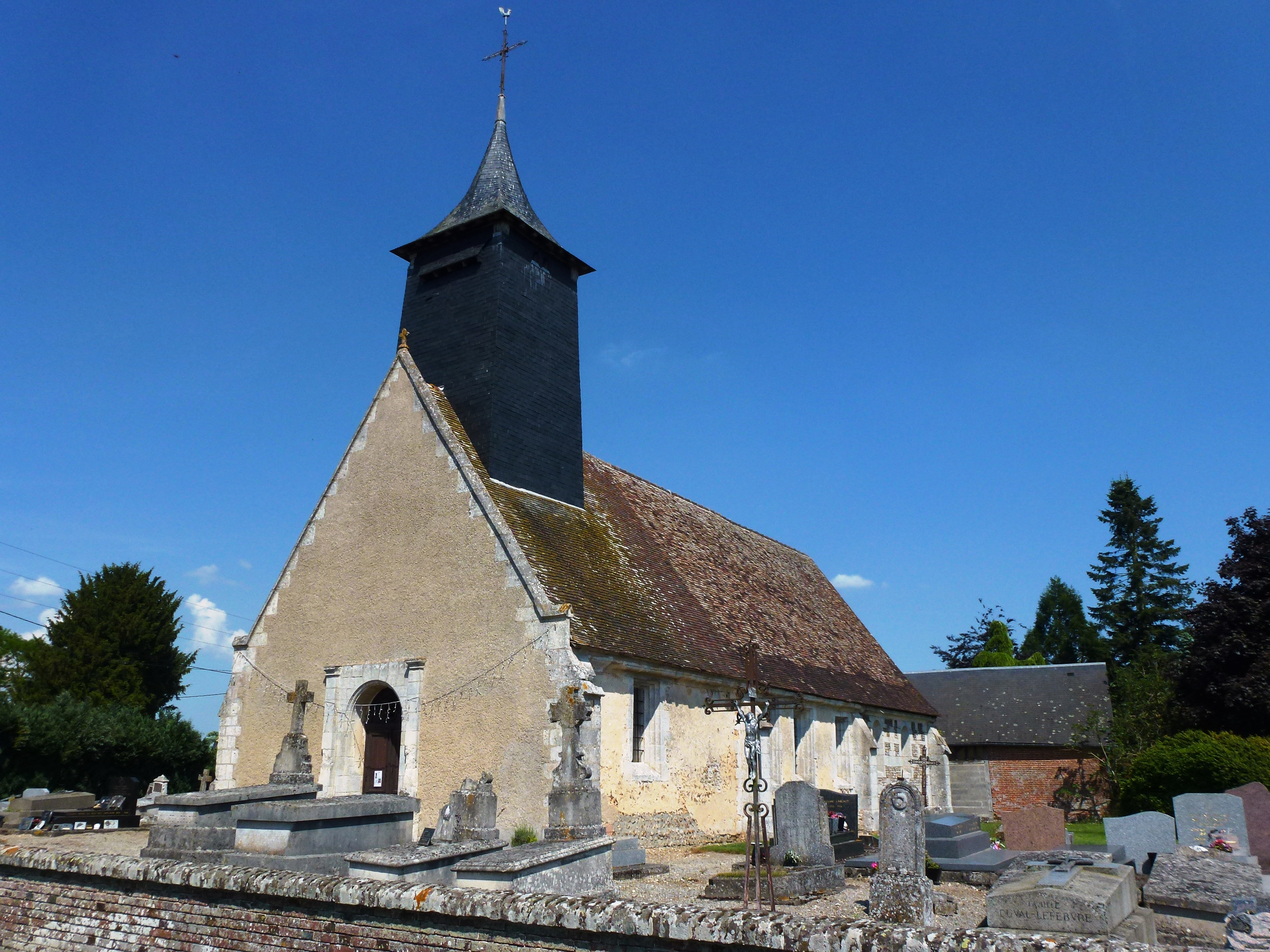
Kirche Notre-Dame
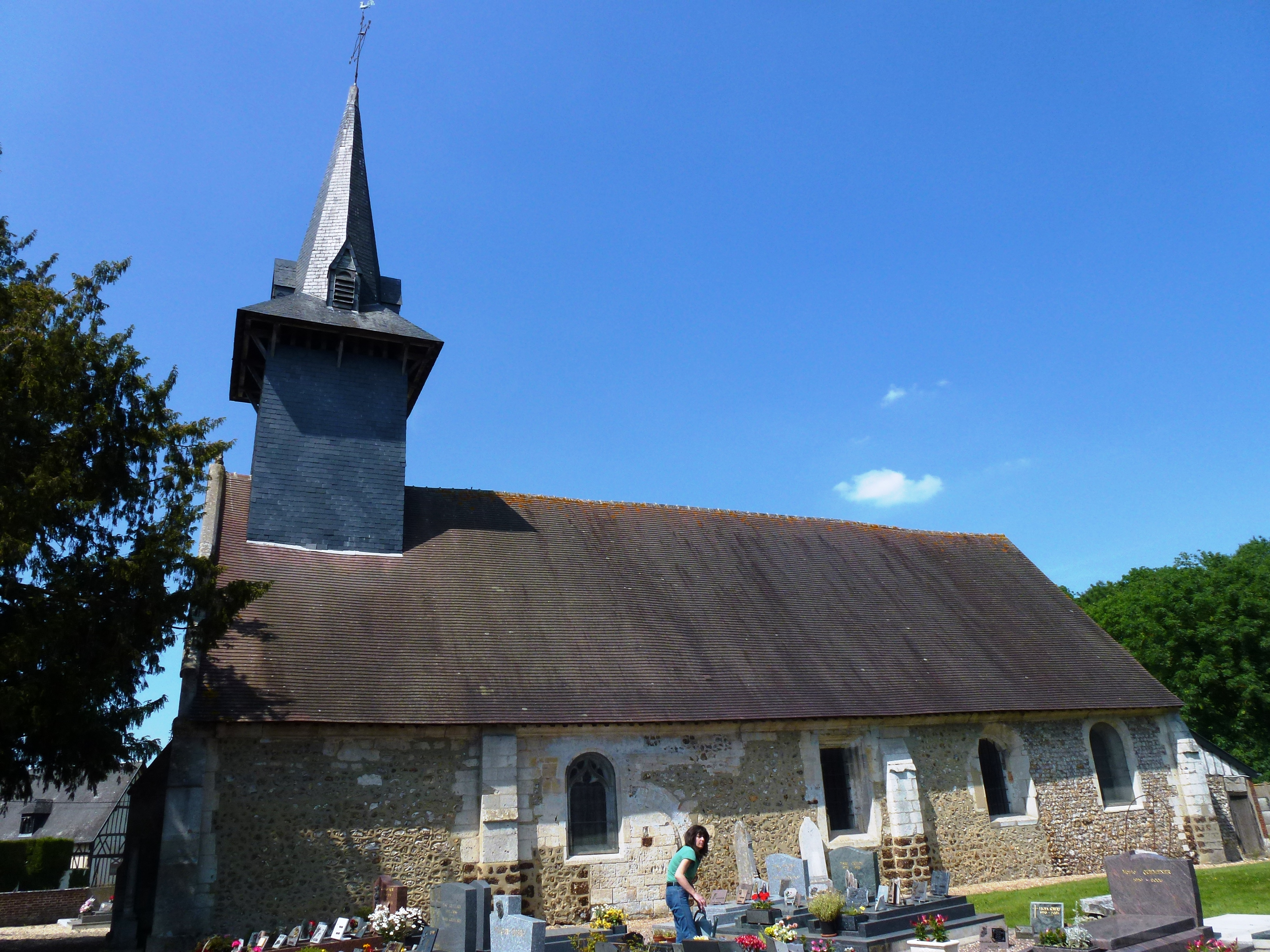
Kirche Saint-Jacques